# Petrace
A Petrace egy olaszországi folyó Calabria régióban. Az Aspromonte lejtőin ered, majd átszeli a Gioia Tauro-i síkságot és Gioia Tauro városa mellett a Tirrén-tengerbe ömlik.